# Ваља Лупшиј (Алба)
Ваља Лупшиј (рум. Valea Lupșii) насеље је у Румунији у округу Алба у општини Лупша. Oпштина се налази на надморској висини од 524 m.

## Становништво
Према подацима из 2002. године у насељу је живело 767 становника, од којих су сви румунске националности.